# Senke nad brodom „Gleden Bejbi”
Senke nad brodom "Golden Bejbi" je epizoda Zagora objavljena u svesci #170. u izdanju Veselog četvrtka. Na kioscima u Srbiji se pojavila 11. februara 2021. Koštala je 270 din. (2,27 €; 2,65 $) Imala je 94 strane.

## Originalna epizoda
Originalna epizoda pod nazivom Ombre sulla Golden Baby objavljena je premijerno u #638. regularne edicije Zagora u izdanju Bonelija u Italiji 1. septembra 2018. Epizodu su nacrtali Sedioli Gianni i Verni Marco, a scenario Rauch Jacopo. Naslovnicu je nacrtao Alessandro Piccinelli. Koštala je 4,4 €.

## Detaljan sadržaj
Detaljan sadržaj može se pogledati na sajtu Stripocenzija.

## Prethodna i naredna epizoda
Prethodna epizoda nosila je naslov Odmetnici (#169), a naredna Ljudi zmije (#171)